# شهرستان موچوان
شهرستان موچوان (به لاتین: Muchuan County) یک منطقهٔ مسکونی در چین است که در لیشان واقع شده‌است.